# M̦
Cette page contient des caractères spéciaux ou non latins. S’ils s’affichent mal (▯, ?, etc.), consultez la page d’aide Unicode.
M̦ (minuscule : m̦), appelé M virgule souscrite, est un graphème qui est utilisé dans l’écriture du lutsi et était utilisé dans l'écriture du latgalien de Sibérie, du nénètse et du same.
Il s'agit de la lettre M diacritée d'une virgule souscrite.

## Utilisation

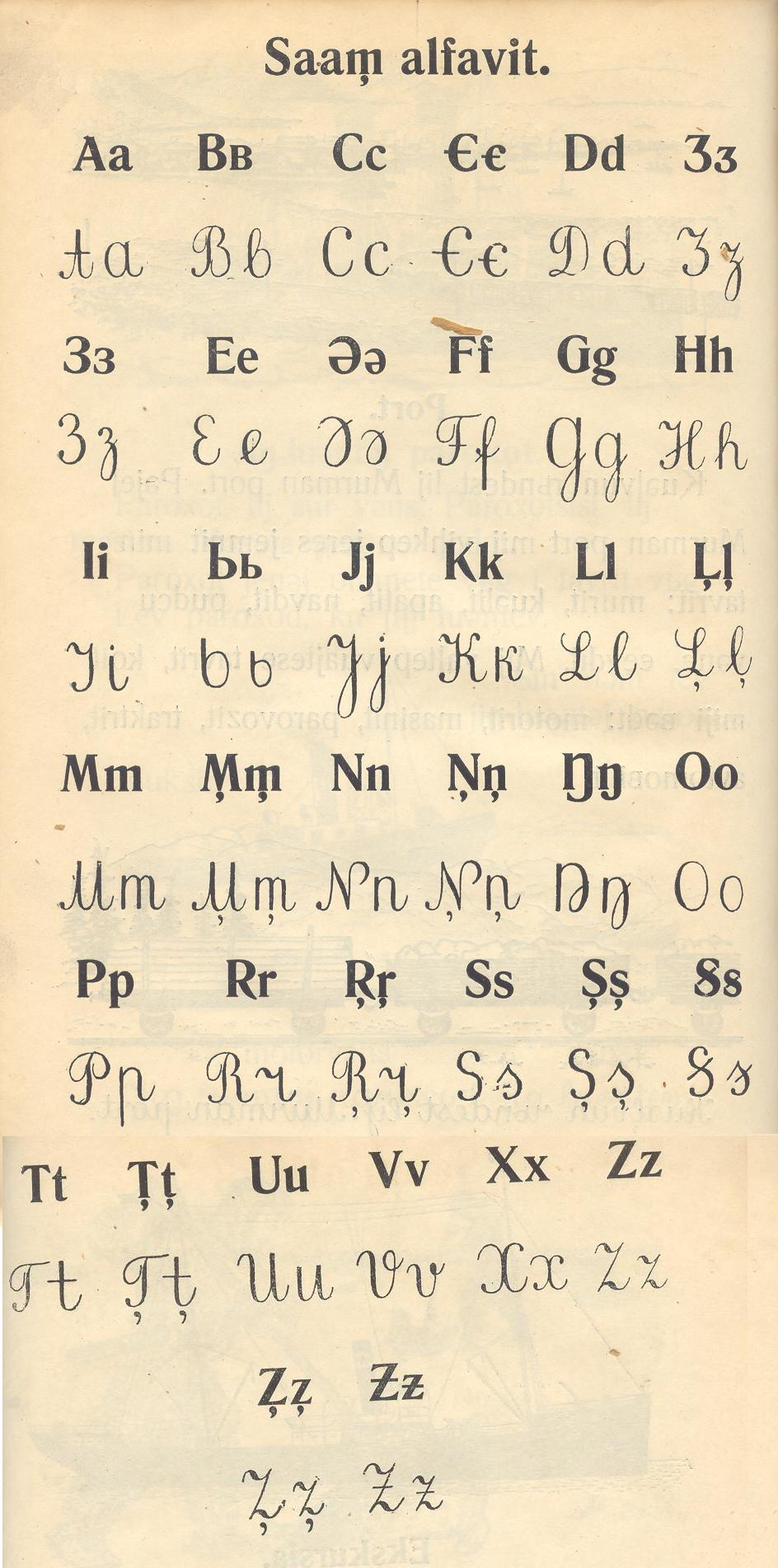
Alphabet same de 1933 utilisant le M virgule souscrite.

### Latgalien
Le M virgule souscrite a été utilisé dans une grammaire du latgalien de Sibérie de 1928.

### Lutsi
Le M virgule souscrite ‹ M̦, m̦ › est utilisé dans l’orthographe lutsi proposée par Uldis Balodis à partir des années 2010, pour représenter une consonne nasale bilabiale voisée palatalisée [mʲ],.

### Nénètse
En nénètse, le M virgule souscrite ‹ M̦, m̦ › était utilisé dans l’alphabet latin de 1931 pour représenter la consonne occlusive nasale bilabiale voisée palatalisée : /mʲ/.

## Représentations informatiques
Le M virgule souscrite peut être représenté avec les caractères Unicode suivant :
- décomposé (latin de base, diacritiques) :

| formes    | représentations | chaînes de caractères | points de code | descriptions                                            |
| --------- | --------------- | --------------------- | -------------- | ------------------------------------------------------- |
| capitale  | M̦               | M◌̦                    | U+004D U+0326  | lettre majuscule latine m diacritique virgule souscrite |
| minuscule | m̦               | m◌̦                    | U+006D U+0326  | lettre minuscule latine m diacritique virgule souscrite |